# Waterford (stacja kolejowa)
Plunkett Station (irl.: Stáisiún Phluincéid) – stacja kolejowa w Waterford, w Irlandii. Położona jest nad rzeką Suir.  Obsługiwana jest przez Iarnród Éireann - połączenia do Dublina (Heuston Station) oraz Limerick (Limerick Junction). Została otwarta w 1864, w 1966 roku nazwę stacji z Waterford zmieniono na Plunkett na cześć jednego z liderów powstania wielkanocnego Josepha Plunketta.